# Der Kupferdrucker
Der Kupferdrucker, auch Der Banknotenfälscher oder Ein Heliograph in seinem Atelier, ist der Titel eines Interieur- und Genrebildes von Ernst te Peerdt aus dem Jahr 1876. Es zeigt einen Fälscher von Banknoten in seinem Atelier.

## Beschreibung und Bedeutung
In schwarzem Sonntagsanzug sitzt ein Mann in seinem Atelier und begutachtet mit einer Lupe seine Arbeit, eine Druckplatte. Den zum bürgerlichen Sonntagsstaat gehörenden Zylinder und den für ein bevorstehendes Tête-à-Tête mit einer Dame besorgten Blumenstrauß – vielleicht ist es gar ein Brautstrauß – hat er auf einer Kommode abgelegt. Wie die weißen Lederhandschuhe, die er ausgezogen und auf sein Hosenbein gelegt hat, stellen sie dar, dass der Mann nur kurz ins Atelier gegangen ist, bevor er sich feiertäglichem Vergnügen und Ambitionen in der bürgerlichen Außenwelt widmet.
Der Raum, der einen eher unaufgeräumten, improvisierten, liederlichen und beengten Eindruck macht und fast schon einer Rumpelkammer gleicht, ist die Werkstatt eines Kupferstechers, Lithografen und Fotografen. Neben der Kupferplatte in seiner Hand, den im Regal stehenden lithografischen Druckplatten sowie der Fotokamera im Regal und den Chemikalienbehältern auf dem Boden spricht dafür auch der Titel Ein Heliograph in seinem Atelier, unter dem das Bild 1876 in Berlin ausgestellt wurde. Heliograf war seinerzeit eine alternative Bezeichnung für einen Fotografen. Ein am Boden abgestelltes Porträtgemälde und ein Bilderrahmen mit zerrissenen Leinwandresten deuten vielleicht darauf hin, dass der Mann in dem Atelier als „gescheiterter Maler“ einen neuen Erwerbszweig als Reproduktionsgrafiker einschlagen musste. Wertpapiere, die an Leinen an der Decke zum Trocknen hängen, offenbaren sodann als Pointe schlagartig, doch erst auf den zweiten Blick, dass der Protagonist nunmehr dem kriminellen Geschäft der Herstellung von Falschgeld nachgeht.
In der Tradition von Alchemistendarstellungen der Kunstgeschichte schuf der Maler das Bild, um die Atmosphäre finanzieller Unsicherheit seiner Zeit zu schildern. Der Schwarze Freitag von 1873 hatte kurz zuvor den Gründerkrach ausgelöst und Teile der Finanzmärkte zusammenbrechen lassen. Zunehmende Zahlen und Dimensionen von Fällen der Banknotenfälschung hatten zur Verunsicherung beigetragen.

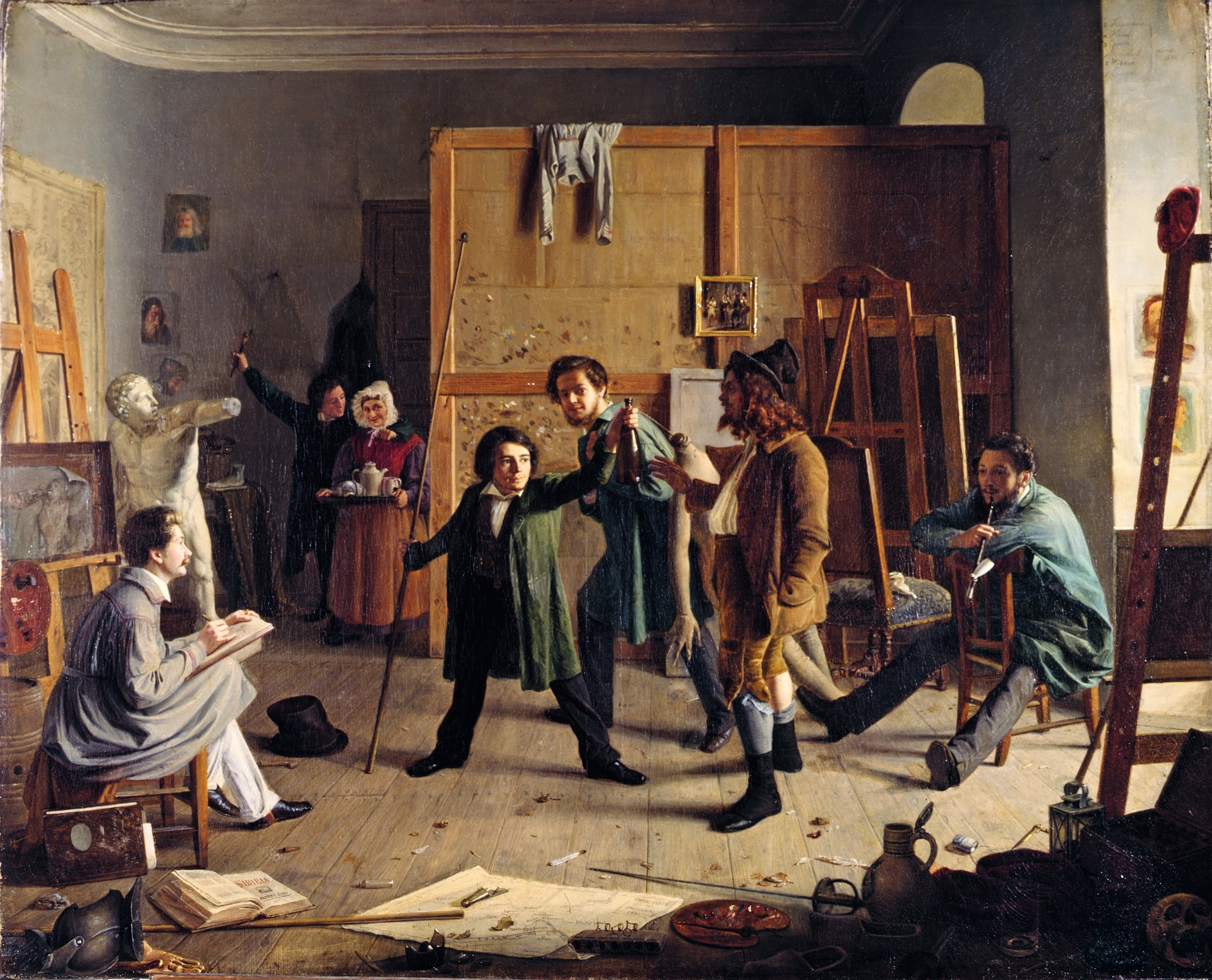
Johann Peter Hasenclever: Atelierszene, 1836

Wie der Künstler später in seiner Schrift Das Problem der Darstellung des Moments der Zeit in den Werken der malenden und zeichnenden Kunst (1899) ausführte, maß er im Realismus-Diskurs seiner Zeit den malerischen Mitteln die Fähigkeit zu, die Realität besser darzustellen als die Momentaufnahme der damals noch wenig entwickelten Fotografie. Seine Inszenierung eines auffällig adretten Geldfälschers im Ambiente eines etwas heruntergekommenen Ateliers lässt sich in diesem Zusammenhang als Anspielung auf die nach zeitgenössischer Auffassung künstlerisch gering geschätzten Berufe des Fotografen und Reproduktionsgrafikers deuten, ebenso jedoch als Auseinandersetzung mit dem Thema der Wahrnehmungstäuschung und als malerisches Mittel für den Ausdruck einer tieferen Realität hinter dem unmittelbaren Anschein der optischen Wahrnehmung: Der „Heliograph in seinem Atelier“, der bei erstem Augenschein noch als ein ehrlicher Bürger bei gewissenhafter Arbeit wirkt, entlarvt sich (erst) bei näherer Würdigung der vom Maler „narrativ“ arrangierten Gegenstände und in der durch Malerei spezifisch verdichteten Atmosphäre der Komposition als Betrüger.
Wie in der Atelierszene von Johann Peter Hasenclever, einem Hauptwerk der Genremalerei der Düsseldorfer Malerschule, baute der Maler den Raum als Guckkastenbühne mit seitlich einfallendem Tageslicht auf, angefüllt mit „verstreut“ angeordneten, detailrealistisch gemalten Gegenständen, die einerseits den Eindruck von Unordnung vermitteln, andererseits ein durchdachtes Arrangement im Sinne eines Stilllebens bilden. Beherrschend ist eine Palette von Beige über Ocker bis Braun. Einzelne Komplementärfarben in Grün, Türkis und Dunkelblau akzentuieren die Komposition dezent. Die Hauptfigur ist durch ein tiefes Schwarz dramatisch betont.

## Entstehung, Rezeption und Provenienz

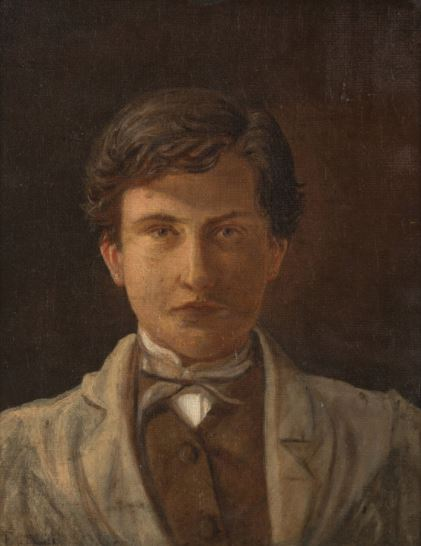
Ernst te Peerdt, Selbstporträt 1870

Das Bild entstand 1876 in Berlin. Nach Studien unter Eduard Bendemann an der Kunstakademie Düsseldorf und unter Ferdinand Piloty sowie Wilhelm von Diez an der Kunstakademie München war der Maler Ernst te Peerdt im Jahr 1874 dorthin gezogen, um sich von dem Genremaler Ludwig Knaus an der Berliner Akademie unterrichten zu lassen. Auf der Berliner akademischen Kunstausstellung des Jahres 1876 präsentierte er das Gemälde erstmals der Öffentlichkeit.
Lange gingen Kritiker und Kunsthistoriker, die das Bild als schlichte Darstellung eines Kupferdruckers sahen, über dessen tiefere Bedeutung hinweg. Spätestens 1914 wurde der Bildprotagonist durch einen neuen Bildtitel als Banknotenfälscher identifiziert. In jenem Jahr wurde das Gemälde in Düsseldorf in der Galerie von Alfred Flechtheim ausgestellt. 1917 erwarb es der Museumsverein Düsseldorf für die Städtische Kunstsammlung Düsseldorf aus dem Kunsthandel. Es gilt als ein Hauptwerk des Künstlers.